# Yanbian
Yanbian (chiń. 延朝鲜族自治州; pinyin Yánbiān Cháoxiǎnzú Zìzhìzhōu, kor. 연변 조선족 자치주) – koreańska prefektura autonomiczna w Chinach, w prowincji Jilin. Siedzibą prefektury jest Yanji. W 1999 roku liczyła 2 185 597 mieszkańców. Współczynnik urbanizacji prefektury Yanbian w 2002 roku wynosił 55%. Prefektura jest jednym z najważniejszych ośrodków dawnego koreańskiego kręgu kulturowego z okresu państw Goguryeo oraz Balhae.
3 września 1952 roku w Yanji utworzono Autonomiczny Koreański Okręg Yanbian, którego przewodniczącym został wybrany miejscowy sekretarz KPCh – Zhu Dehai. W związku ze zmianami w prawie administracyjnym Chin, okręg Yanbian w grudniu 1955 roku został przekształcony w prefekturę.

## Podział administracyjny
Prefektura Yanbian podzielona jest na:
- 6 miast: Yanji, Tumen, Longjing, Dunhua, Hunchun, Helong,
- 2 powiaty: Wangqing, Antu.